# 매미 아이젠하워
매미 제네바 도드 아이젠하워(영어: Mamie Geneva Doud Eisenhower, 1896년 11월 14일 ~ 1979년 11월 1일)는 미국의 제34대 대통령 드와이트 D. 아이젠하워의 영부인이다.

## 어린 시절

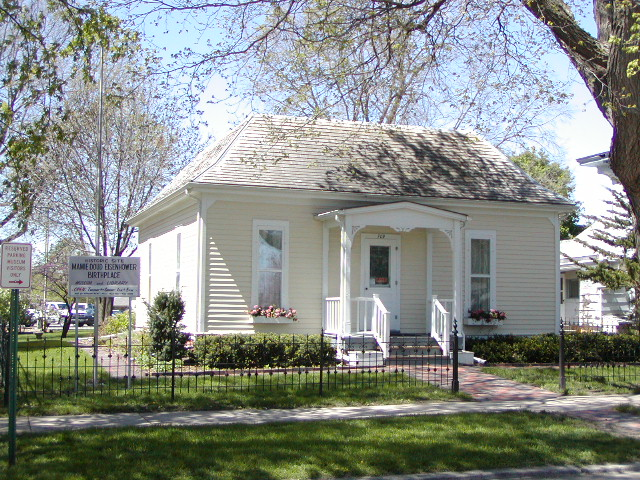
아이오와주 분 캐롤 거리 709 번지(전 718)에 있는 매미 다우드 아이젠하워 여사의 생가

아이오와주 분에서 존 셸던 도드와 엘비라 머실데 칼슨의 4명의 자식들 중 둘째 딸로 태어났다. 부친은 정육 포장업에서 자신의 부유를 만들고 36세의 나이로 퇴직하여 매미가 7세때 그녀의 가족은 콜로라도주로 이주하였다. 거기서 그녀의 일생은 덴버와 텍사스주 샌안토니오에서 큰 집들과 하인들과 함께 혜택들과 하나였다.
학교를 끝마친 후 곧 매미는 텍사스주 포트 샘 휴스턴에서 젊은 소위 드와이트 D. 아이젠하워(아이크)를 만났다. 그녀는 즉시 그의 배려를 끌어당기고 1916년 성 발렌타인 데이에 드와이트는 자신들의 약혼을 보증하는 데 그의 웨스트포인트 클래스 링의 축소 모형을 주었다. 부부는 매미가 19세 때 7월 1일 덴버에 있는 다우드 가의 집에서 결혼하였다.

## 군사 부인

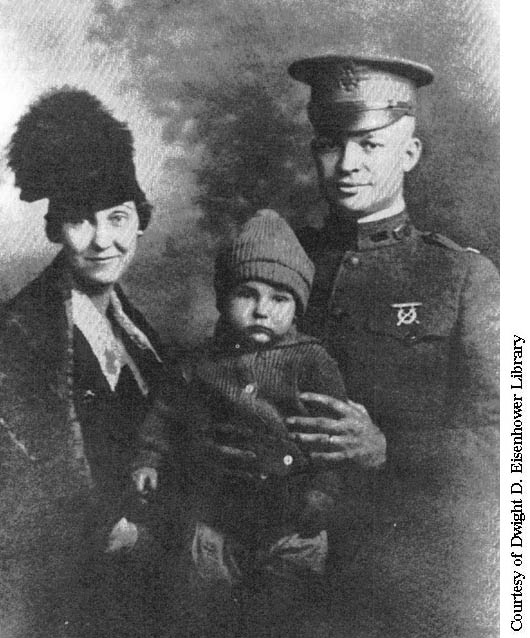
1917년의 아이젠하워 부부 (맏아들 도드와 함께)

군사 부인으로서 매미 아이젠하워를 위하여 급진적으로 변형시킨 일생은 미국, 파나마 운하 지대, 프랑스와 필리핀에서 배치되었다. 그들의 37년간 군사 임무에서 매미는 27번이나 옮긴 전체의 집안을 측정하였다. 각각의 이동은 남편의 경력과 그녀를 위한 더 많은 책임들에서 다른 단계를 의미하였다. 그들의 첫 아들 다우드 드와이트(이키)가 1917년에 태어났으나 3세때 성홍열로 죽었다. 그들의 둘째 아들이자 성인기를 생존한 단 하나의 자식 존이 1922년 태어났다. 그는 미국 육군에서 경력을 즐기고 후에 저자와 벨기에 주재 미국 대사가 되었다.
제2차 세계 대전이 일어나는 동안 아이크는 유럽에서 사령관을 지내고 매미는 워싱턴 D. C.에 살았다. 한 요점에서 그녀는 자신의 남편을 3년 동안 보지 않았으며, 믿을 수 없을 만큼 그녀를 고립 상태로 놓은 경험이었다. 그녀는 워드먼 파크 호텔에서 살았고 워싱턴 D. C.에 있는 적십자 매점에서 다른 육군 부인들과 함께 일하였다. 이 시간 동안 아이크는 컬럼비아 대학교에서 잠시의 병역에 복무하고 부부는 펜실베이니아주 게티스버그에 있는 농장에서 자신들의 첫 저택을 매입하였다. 1950년 드와이트는 나토의 총사령관이 되었고, 가족은 다시 이주를 하였는 데 이번에는 프랑스 파리의 외부에 있는 작은 성으로 갔다.

## 영부인

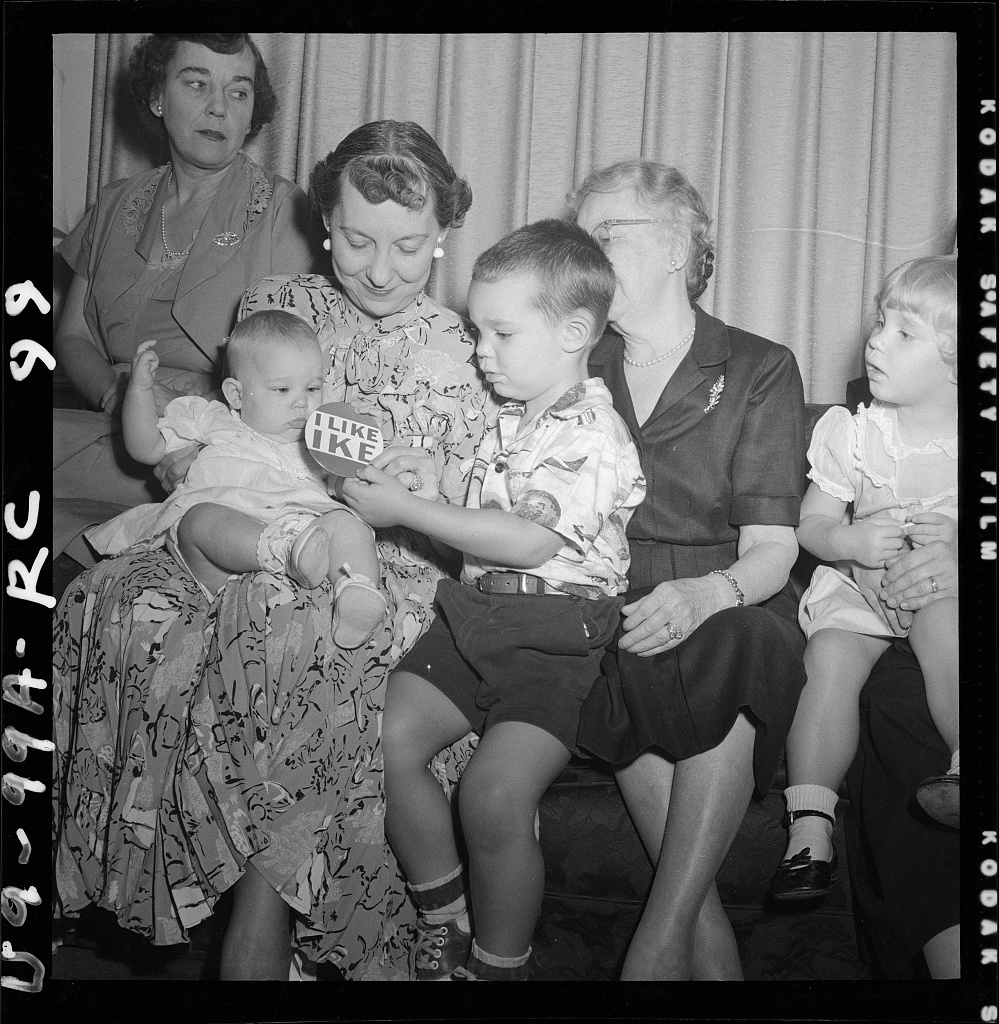
1952년 시카고에서 열린 공화당 전당 대회에서 손자, 손녀들과 함께

1952년 아이크는 대통령직을 위하여 나가고 매미는 그의 선거 운동을 벌이는 데 그와 함께 순방하여 남편의 파트너로서 자신을 대표하고 남성과 여성의 양투표인들에게 간청하였다. 부부가 백악관에 들어갔을 때 매미는 빠르게 하인의 책임을 차지하였다. 동시에 그녀는 백악관 하인들에 개인적 흥미를 가져가 가끔 그들에게 생일 카드와 선물들을 보냈다. 아이젠하워 부부는 예측할 수 없던 수의 국내와 외국 지도자들을 환대하고 매미는 유효하게 가족을 운영하여 신문으로부터 식료품 쿠폰을 걷는 데 멀리 가기도 하였다.
매미 아이젠하워 여사는 매우 1950년대의 여성이었고 공공적으로 자신의 일생과 남편 사이의 경향을 매우 갈라지게 간직하였다. 하지만 비밀적으로 그녀의 심판과 의견을 신임하는 것을 배우고 그가 다른 아무처럼 그녀에 신임할 수 있던 감사한 아이크와 함께 많은 것을 나누었다. 그녀는 대통령이 휴양을 위한 충분한 시간을 가지는 데 확실히 하였고 그녀가 집무실에 있는 동안 건강적 논쟁들을 가질 때 그를 돌보는 책임을 지었다.
공공적으로 그녀는 자신의 의견을 자신에 간직하였으나 비밀적으로 그녀는 자신 소유의 강한 신념을 표명하였다. 그녀는 조지프 매카시 상원을 싫어하였으며 아무 백악관 사교적 회합에 절대 그를 초대하지 않는 데 확신시켰다. 이전보다 더 많은 여성들이 투표를 하였으나 정통적으로 정치에서 활동적으로 연루되지 않은 시기에 그녀는 의회에 의석을 위하여 나간 공화당 후보 엘렌 해리스를 지지하였다. 그녀는 또한 니그로 여성 국민 회의의 명예 회원직을 받아들여 해마다의 부활절 달걀 명부에 참가하는 데 아프리카계 미국인 어린이들을 초대하였고, 민권 운동의 초기 단계가 일어나는 동안 니그로 소년, 소녀를 위한 4-H 클럽이 백악관의 특별 순회들에 포함되는 데 확실히 하였다. 매미 여사는 또한 아메리카 걸스 클럽(현재 걸스 인크)의 첫 명예 의장이기도 하였다.

## 이후의 세월

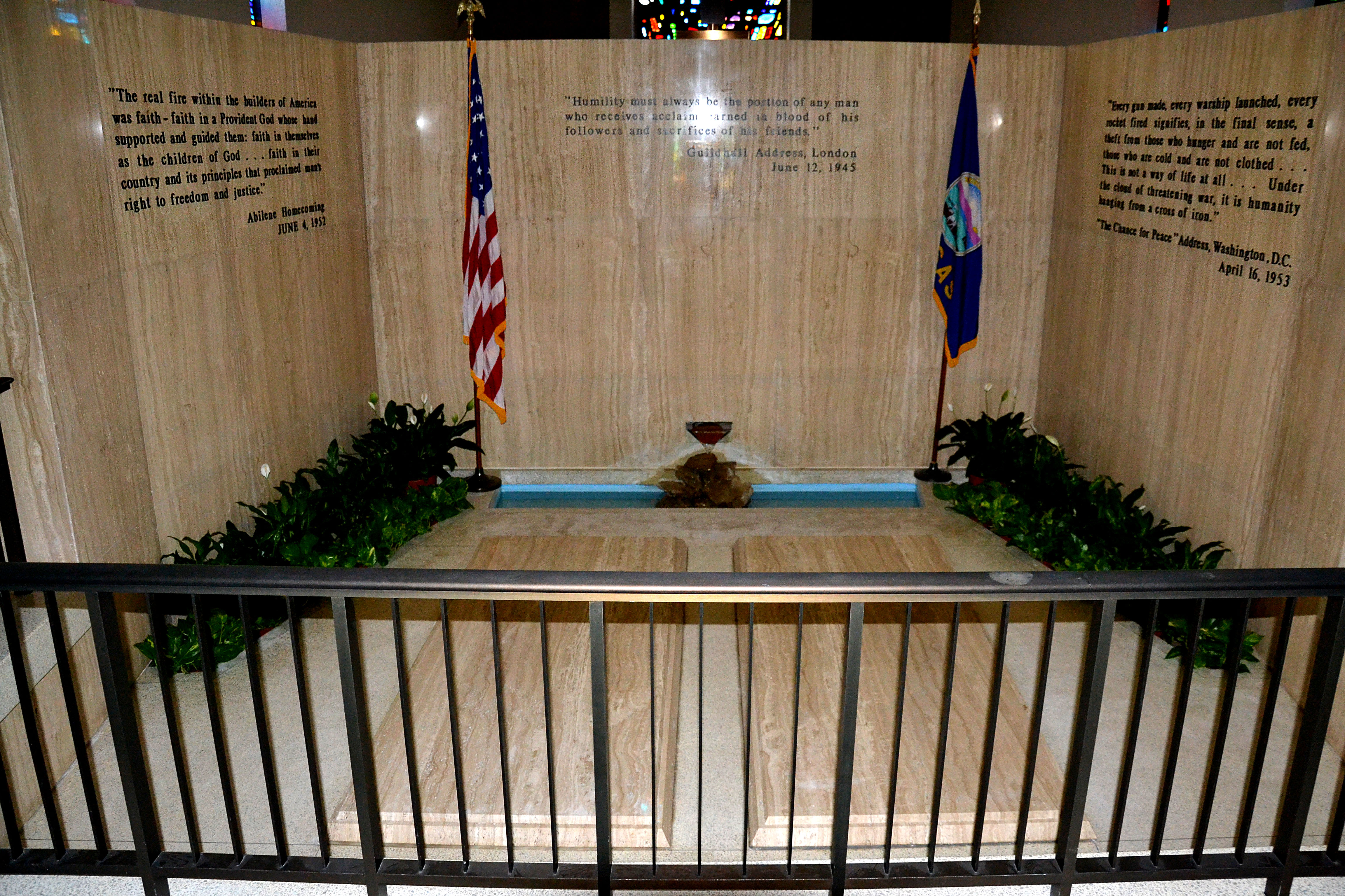
캔자스주 애빌린에 있는 아이젠하워 부부의 묘비

1961년 백악관을 떠난 후, 아이젠하워 부부는 게티스버그의 저택으로 돌아와 1969년 아이크가 사망할 때까지 퇴직 생활을 즐겼다. 매미 여사는 지속적으로 농장집에서 살며 자신의 시간을 가족과 친구들에게 바쳤다.
1979년 11월 1일 83세 생일을 13일 앞둔 채 워싱턴 D. C.의 월터 리드 육군 의료소에서 사망하였다.
그녀의 시신은 남편이 안장된 캔자스주 애빌린에 있는 아이젠하워 도서관의 바닥에 놓인 작은 예배당에서 아이크의 옆에 안장되었다.